# Leistungsbilanz
Die Leistungsbilanz (kurz LB) umfasst in der Volkswirtschaftslehre alle Ausgaben und Einnahmen einer Volkswirtschaft, darunter auch die Importe und Exporte von Gütern und Dienstleistungen in der volkswirtschaftlichen Zahlungsbilanz.
Der Saldo der Leistungsbilanz stellt eine wichtige volkswirtschaftliche Kennzahl zur Bewertung der Leistungsfähigkeit einer Volkswirtschaft dar.

## Leistungsbilanz im System der volkswirtschaftlichen Gesamtrechnung
| Zahlungsbilanz | I. Leistungsbilanz                                           | Handelsbilanz                   |
| Zahlungsbilanz | I. Leistungsbilanz                                           | Dienstleistungsbilanz           |
| Zahlungsbilanz | I. Leistungsbilanz                                           | Erwerbs- und Vermögenseinkommen |
| Zahlungsbilanz | I. Leistungsbilanz                                           | Laufende Übertragungen          |
| Zahlungsbilanz | II. Vermögensübertragungen                                   |                                 |
| Zahlungsbilanz | III. Kapitalbilanz                                           | Direktinvestitionen             |
| Zahlungsbilanz | III. Kapitalbilanz                                           | Wertpapiertransaktionen         |
| Zahlungsbilanz | III. Kapitalbilanz                                           | Finanzderivate                  |
| Zahlungsbilanz | III. Kapitalbilanz                                           | Kreditverkehr                   |
| Zahlungsbilanz | III. Kapitalbilanz                                           | Sonstige Kapitalanlagen         |
| Zahlungsbilanz | IV. Veränderung der Währungsreserven zu Transaktionswerten   |                                 |
| Zahlungsbilanz | V. Saldo der statistisch nicht aufgliederbaren Transaktionen |                                 |

Die Zahlungsbilanz beinhaltet alle wirtschaftlichen Transaktionen zwischen dem Inland und dem Ausland innerhalb eines Jahres. Sie lässt sich in mehrere Teilbilanzen aufteilen. Zu deren wichtigsten gehört neben der Kapitalbilanz die Leistungsbilanz. Diese umfasst alle Ausgaben und Einnahmen einer Volkswirtschaft. Die Leistungsbilanz lässt sich wiederum in vier Teilbilanzen unterteilen:
- die Handelsbilanz mit den exportierten und importierten Waren,
- die Dienstleistungsbilanz mit den Dienstleistungen aus Reiseverkehr, Transport- und Versicherungsleistungen,
- die Bilanz der Erwerbs- und Vermögenseinkommen (Primäreinkommen), die die Nettoerwerbseinkommen (z. B. Löhne und Gehälter) und Nettokapitaleinkommen (z. B. Zinsen und Dividenden) von Inländern erfasst und
- die Bilanz aus Laufenden Übertragungen (Sekundäreinkommen) mit Transaktionen ohne Gegenleistungen (geleistete und empfangene private „Rücküberweisungen“ von ausländischen Arbeitnehmern in ihre Heimatländer, Schenkungen, Altersbezüge ins Ausland und den öffentlichen Übertragungen wie den Beiträgen an internationale Organisationen und der Entwicklungshilfe).

Fasst man Handelsbilanz und Dienstleistungsbilanz zusammen, erhält man einen Saldo. Dieser ist die Differenz von Export- und Importwert. Er stellt den sogenannten Außenbeitrag dar, der auch ein Bestandteil des Sozialprodukts ist und sich direkt auf die Produktion und Beschäftigung auswirkt. Verschlechtert sich also die Bilanz, verschlechtert sich somit auch die Produktion und Beschäftigung eines Landes.
Im Folgenden sollen sowohl die Teilbilanzen der Leistungsbilanz als auch die Folgen eines Leistungsbilanzüberschusses bzw. Defizits am Beispiel Deutschlands dargestellt werden.

### Handelsbilanz
Die in den meisten Industrieländern betragsmäßig größte Teilbilanz der Leistungsbilanz ist die Handelsbilanz oder Außenhandelsbilanz, in der die Exporte und Importe von Sachgütern (Waren) erfasst werden. Die Warenexporte werden in der Zahlungsbilanz auf der Sollseite (anders als in der Buchführung in Bezug auf die Zahlungsbilanz auch Aktiva- bzw. Credit-Seite genannt) gebucht, da sie zu Zahlungseingängen führen. Warenimporte bucht man auf der Habenseite (in diesem Zusammenhang auch als Passiva- bzw. Debet-Seite bezeichnet).
Laut Deutscher Bundesbank wurden 2006 in Deutschland Waren im Wert von 893,6 Mrd. Euro (FOB) ausgeführt und Waren im Wert von 731,5 Mrd. Euro (CIF) eingeführt. Der Außenhandelssaldo betrug demnach +162,2 Mrd. Euro. Dazu zählt die Bundesbank unter der Überschrift Ergänzungen zum Warenhandel eine Korrekturgröße von −18,6 Mrd. Euro. 2023 betrugen die Ausfuhren 1.388,578 Mrd. Euro, die Einfuhren 1.163,067 Mrd. Euro und der Handelsbilanzüberschuss + 225,511 Mrd. Euro.

### Dienstleistungsbilanz
In der Dienstleistungsbilanz werden alle Ex- und Importe von Dienstleistungen erfasst. Ein Dienstleistungsimport liegt vor, wenn Inländer vom Ausland angebotene Dienstleistungen in Anspruch nehmen (Beispiel: Ein Haarschnitt eines Deutschen in den Niederlanden oder der Reiseverkehr deutscher Touristen ins Ausland wären somit aus deutscher Sicht ein Dienstleistungsimport. Umgekehrt wären Beratungen eines ausländischen Unternehmens durch Deutsche oder der Besuch ausländischer Touristen in Deutschland aus deutscher Sicht ein Dienstleistungsexport).
Dienstleistungstransaktionen sind statistisch schwer zu erfassen, da diese nicht vollständig den Zoll- und Meldebestimmungen unterliegen, so dass teilweise nur auf Schätzungen zurückgegriffen werden kann. Der Dienstleistungsimport wird auf der Habenseite gebucht, weil er zu Ausgaben führt, der Dienstleistungsexport auf der Sollseite. 2006 lag der deutsche Dienstleistungssaldo bei −23,1 Mrd. Euro, nachdem er 2004 noch bei −29,4 Mrd. Euro gelegen hatte. Größter Bestandteil des Dienstleistungsverkehrs ist der Reiseverkehr mit einem negativen Saldo von −33,5 Mrd. Euro (2006). Dieser Saldo fiel 2006 jedoch geringer aus als in den Vorjahren, weil auf der Einnahmenseite zusätzliche Einkünfte durch die im Sommerhalbjahr in Deutschland ausgetragene Fußball-Weltmeisterschaft eine wesentliche Rolle spielten. 2023 wurden Dienstleistungen im Wert von 409,599 Mrd. Euro ausgeführt, Dienstleistungen im Wert von 474,176 Mrd. Euro eingeführt. Das ergab ein Defizit von 64,577 Mrd. Euro.

### Erwerbs- und Vermögenseinkommen
Die Deutsche Bundesbank zählt zur Leistungsbilanz als weitere Teilbilanzen die Ergänzungen zum Warenhandel und den Saldo der Erwerbs- und Vermögenseinkommen (Primäreinkommen). Einkommen, die nach Deutschland fließen, werden auf der Soll-Seite verbucht. An Erwerbs- und Vermögenseinkommen floss 2006 ein positiver Saldo von +23,0 Mrd. Euro aus dem Ausland nach Deutschland. 2023 flossen 400,770 Mrd. Euro Erwerbs- und Vermögenseinkommen nach Deutschland, 254,348 Mrd. Euro flossen ab. Es blieb ein hohes positives Saldo von + 146.423 Mrd. Euro. Das ist in erster Linie auf die Erträge des hohen deutschen Auslandsvermögens zurückzuführen.

### Laufende Übertragungen
Außerdem gehört noch als Teilbilanz der Saldo der laufenden Übertragungen (Übertragungsbilanz) zur Leistungsbilanz, wobei nach Deutschland fließende Übertragungen auf der Soll-Seite verbucht werden. In die Bilanz der laufenden Übertragungen werden alle diejenigen Leistungen verbucht, die ohne direkte Gegenleistung erfolgen. Die Übertragungsbilanz hält die geleisteten und empfangenen privaten und öffentlichen Übertragungen, wie Überweisungen von ausländischen Arbeitnehmern in ihre Heimatländer, Beiträge an internationale Organisationen und die Entwicklungshilfe fest. Allgemein gesagt erfasst sie den unentgeltlichen Transfer zwischen In- und Ausland.
Der Saldo der laufenden Übertragungen Deutschlands betrug 2006 −26,8 Mrd. Euro, und 2023 −64,234 Mrd. Euro, es flossen also mehr Übertragungen ab als zu.

## Leistungsbilanzsaldo

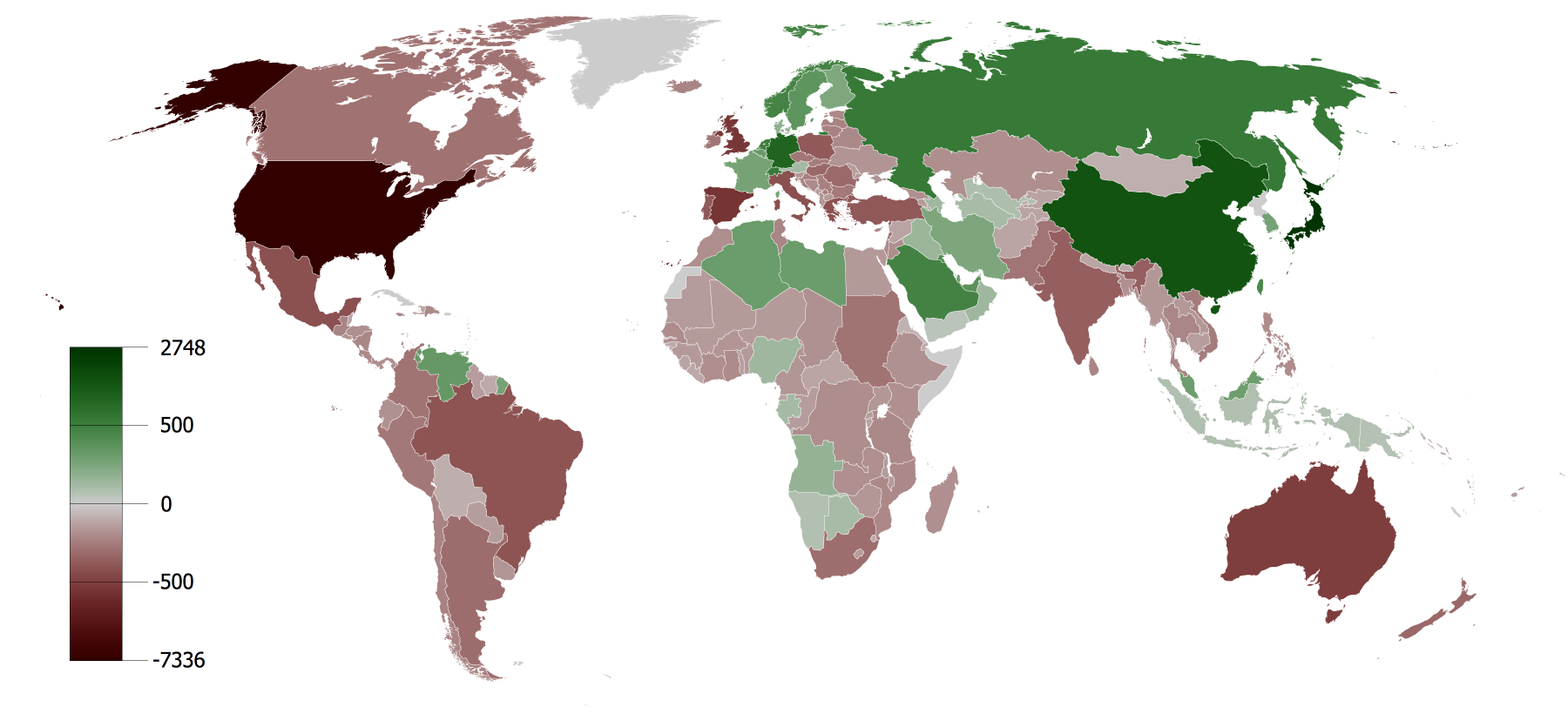
Leistungsbilanz (Kumulierte Leistungsbilanzsalden 1980 bis 2008): grün = positiv, rot = negativ, grau = keine Daten.

Leistungsbilanzsalden ausgewählter europäischer Länder (1997–2013)

Der Leistungsbilanzsaldo ist die Summe der Salden aller Teilbilanzen (Warenhandel, Dienstleistungen, Ergänzungen zum Warenhandel, Primäreinkommen, laufende Übertragungen). Einen Leistungsbilanzsaldo größer Null bezeichnet man als Leistungsbilanzüberschuss, einen Saldo kleiner Null als Leistungsbilanzdefizit. Eine Übersicht ausgewählter Leistungsbilanzen prozentual zum Bruttoinlandsprodukt wird vom Institut der deutschen Wirtschaft Köln e. V. herausgegeben.

### Leistungsbilanzüberschuss
Bei einem Leistungsbilanzüberschuss steigt das Nettoauslandsvermögen des betreffenden Landes. Der Wert des Vermögens verändert sich dabei um den Saldo der Leistungsbilanz zuzüglich des Saldos der Bilanz der Vermögensübertragungen. Bei einem Leistungsbilanzüberschuss sind die inländischen Ersparnisse höher als die inländischen Investitionen. Ein Leistungsbilanzüberschuss geht in der doppelten Buchführung mit einem entsprechenden Anstieg der Nettokapitalexporte einher (Zunahme der Forderungen gegenüber dem Ausland).
Da durch den Leistungsbilanzüberschuss wegen der größeren Nachfrage mehr Güter im Inland hergestellt werden als bei Vorliegen eines ausgeglichenen Außenbeitrags, ist auch ein größerer Einsatz von Arbeitskräften wahrscheinlich. Weil beim Leistungsbilanzüberschuss die erhöhten Deviseneinnahmen aus dem Export nicht wieder vollständig zum Import verwendet werden, wird andererseits kritisch eingewandt (so etwa bereits von Adam Smith gegenüber dem Merkantilismus), dass abseits des Beschäftigungseffektes lediglich nicht eingesetzte Devisen eingenommen worden seien.
Uneinheitlich ist die Bewertung des mit dem Bilanzüberschuss einhergehenden Nettokapitalexportes. Er wird von einigen Ökonomen (etwa Hans-Werner Sinn) als ein Zeichen für eine Standortschwäche und Kapitalabfluss zu Lasten der Inlandsinvestitionen angesehen, anderseits werden die vermehrten Forderungen gegenüber dem Ausland auch von einigen Ökonomen als ein Zeichen für eine Standortstärke betrachtet. Es wird auch auf die Möglichkeit hingewiesen, dass die Anlage von Vermögen im Ausland eine bessere Verzinsung bringen kann als im Inland, was vor allem auf alternde Volkswirtschaften zutrifft. Dies ist etwa bei deutschen Auslandsvermögen der Fall.

### Leistungsbilanzdefizit
Ein Land mit einem negativen Außenbeitrag importiert mehr, als es exportiert, was gleichbedeutend ist mit einem Nettogeldvermögensrückgang (also einem Sinken des Nettoauslandsvermögens). Ein Leistungsbilanzdefizit bzw. ein Verbrauchsüberhang besteht ebenfalls, wenn im Inland der Gesamtverbrauch (Absorption) größer als die eigene Wertschöpfung (Bruttoinlandsprodukt) ist. Dies kann beispielsweise durch öffentliche Transfers oder Kapitalimporte der Fall sein.
Leistungsbilanzüberschüssen stehen Leistungsbilanzdefizite anderer Länder gegenüber, deren Verschuldung (hypothetische Gesamtverschuldung der Volkswirtschaft, nicht zwingend Staatsverschuldung) gegenüber dem Ausland also steigt. Steigende außenwirtschaftliche Ungleichgewichte werden als mögliche Ursache der Finanzkrise ab 2007 kritisch erörtert.
Viele keynesianische Ökonomen sehen in den im Euroraum bestehenden Leistungsbilanzdifferenzen eine Kernursache der Eurokrise, so etwa Heiner Flassbeck, Paul Krugman und Joseph Stiglitz. Als problematisch angesehen wird ein negativer Außenbeitrag v. a. dann, wenn gleichzeitig (wie in den USA) ein Haushaltsdefizit vorliegt; man spricht in einem solchen Fall von einem Doppeldefizit oder aus dem englischen wörtlich übersetzt Zwillingsdefizit (twin deficit). Die Vermögensveränderung setzt sich dabei wieder aus dem Leistungsbilanzsaldo, von dem der Außenbeitrag ein Teilsaldo ist, und dem Saldo der Vermögensübertragungen zusammen. Umgekehrt kann ein negativer Außenbeitrag aber auch positiv als Zufluss ausländischen Kapitals gedeutet werden, welches u. U. zu rentablen Investitionen eingesetzt wird.
Ein Leistungsbilanzdefizit kann also nicht per se als negativ für eine Volkswirtschaft eingestuft werden. Einerseits profitieren auch vermeintliche Defizitländer von einem verstärkten Welthandel, da Länder mit einem Leistungsbilanzüberschuss wiederum im Rahmen der Wertschöpfungskette viele Vorleistungen aus diesen Ländern nachfragen, sodass trotz der Ungleichgewichte das Gesamtvolumen des Handels steigt. Dies trifft wegen der zunehmenden Globalisierung immer stärker zu – in einer Ware, die einem Land mit Bilanzüberschuss zugeordnet wird (und damit bilanziell dessen Überschuss erzeugt), stecken oft eigentlich viele Vorleistungen aus einem Land mit vermeintlichem Bilanzdefizit. Zudem werden die Gewinne aus einem Leistungsbilanzüberschuss wiederum genutzt, um weitere Güter nachzufragen oder um Investitionen zu tätigen, wovon die gesamte Weltwirtschaft profitiert. Auf der anderen Seite kann ein Leistungsbilanzdefizit auch ein Zeichen für eine stark wachsende Volkswirtschaft sein, die einen hohen Bedarf an ausländischen Investitionsgütern hat, oder für eine Bevölkerung mit hoher Kaufkraft, die sich mehr Güter leisten kann als ihre inländische Volkswirtschaft zu produzieren in der Lage ist. Letzten Endes bedeutet ein solches Leistungsbilanzdefizit nur, dass ein Land lieber die Güter einer anderen Volkswirtschaft konsumiert und investiert (wegen deren besseren Qualität, Preis o. Ä.) als umgekehrt, was im Rahmen der internationalen Arbeitsteilung zu erwarten ist.

### Verwendung und Bedeutung des Leistungsbilanzsaldos
Insgesamt addieren sich die Posten der Leistungsbilanz Deutschlands 2006 zu einem Leistungsbilanzsaldo von +116,6 Mrd. Euro. Dieser Einnahmenüberschuss kann sozusagen zur Finanzierung von anderen Zahlungsabflüssen dienen, die in anderen Teilbilanzen der Zahlungsbilanz erfasst werden. Bei den Vermögensübertragungen flossen aus Deutschland aber per Saldo −0,2 Mrd. Euro ins Ausland ab. Der Saldo der statistisch nicht aufgliederbaren Posten betrug +30,0 Mrd. Euro. Die Währungsreserven der Bundesbank zu Transaktionswerten verminderten sich um 2,9 Mrd. Euro, das geht aber mit +2,9 Mrd. Euro in die Zahlungsbilanz ein, da der Verkauf von Währungsreserven zu einer Einnahme aus dem Ausland führt. Diese drei Positionen erhöhten also noch einmal zusätzlich zum Leistungsbilanzüberschuss den Überschuss an Zahlungseingängen aus dem Ausland auf insgesamt +146,3 Mrd. Euro. Damit wurde an Zahlungsabgängen per Saldo −146,3 Mrd. Euro aus der Kapitalbilanz (inkl. der Veränderungen der Währungsreserven) finanziert. Kapital wurde also per Saldo im Ausland in der einen oder anderen Form angelegt. Insgesamt gleicht sich so die Zahlungsbilanz eines Währungsraumes immer aus.
Für einen derartigen Abfluss von Kapital gibt es zwei Möglichkeiten. Einerseits könnte man annehmen, dass Deutschland ein schlechter Unternehmensstandort sei und es sich somit nicht lohnt, hier weiter zu investieren. Es kann aber auch sein, dass es andere Standorte gibt, die eine höhere Rendite auf das eingesetzte Kapital bieten (zum Beispiel in Schwellenländern). Zwar handelt es sich hierbei vorerst um abfließendes Kapital. Die damit verbundenen Zinszahlungen können dazu verwendet werden, den zukünftigen heimischen Konsum zu finanzieren. Das kann sich z. B. auch dadurch ausdrücken, dass diese ausländischen Kapitaleinkünfte dafür verwendet werden, die Lebensarbeitszeit zu verkürzen oder den Konsum im Alter zu finanzieren. So ist etwa im Falle Deutschlands die Rendite der Auslandsanlagen keineswegs schlechter als die von Anlagen im Inland.

## Außenbeitrag
Verwendungsgleichung des Sozialprodukts für eine offene Volkswirtschaft:
{\displaystyle Y=C+I+\underbrace {Ex-Im} _{=Nx}}
Der Außenbeitrag entspricht nicht dem Leistungsbilanzsaldo. Der Saldo der Leistungsbilanz ergibt sich aus dem Außenbeitrag plus dem Saldo der Bilanz laufender Übertragungen.
{\displaystyle \underbrace {Y+Im} _{=1}=\underbrace {C+I+Ex} _{=2}}
zu 1: Güter und Dienstleistungen, die im Laufe einer Wirtschaftsperiode bereitgestellt wurden
zu 2: gibt an, wohin die bereitgestellten Güter und Dienstleistungen gingen
Übersteigen die Exporte die Importe, so spricht man von einem positiven Außenbeitrag. Im umgekehrten Fall spricht man von einem negativen Außenbeitrag. Sind die Exporte gleich den Importen, dann handelt es sich um einen ausgeglichenen Außenbeitrag. Ein ausgeglichener Außenbeitrag ist eine gebräuchliche Definition des außenwirtschaftlichen Gleichgewichts im Rahmen des Magischen Vierecks.

## Beispiel

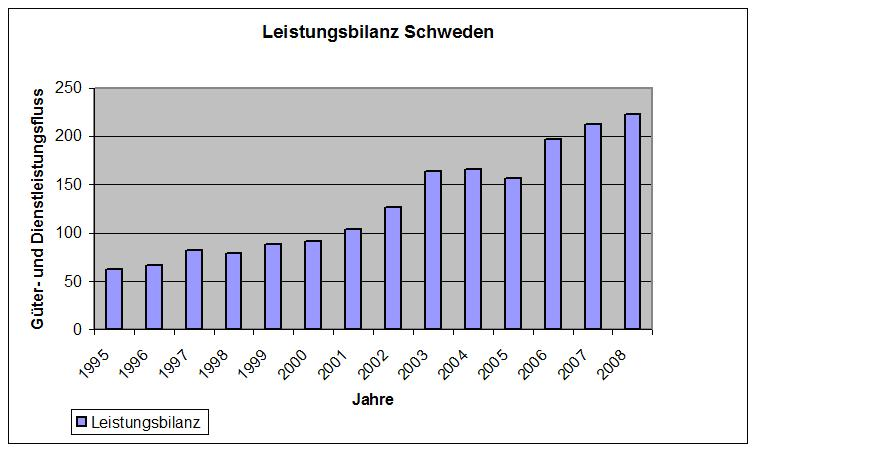
Leistungsbilanz am Beispiel Schweden

Das folgende Beispiel soll die Entwicklung der Leistungsbilanz von Schweden in den Jahren 1995–2008 zeigen.
Bei der Darstellung der Leistungsbilanz des Beispiellandes Schweden am rechten Bildrand ist zu erkennen, dass seit dem Jahr 1995 bis hin zum Jahr 2005 die Leistungsbilanz stetig steigt. Wenn sich eine Leistungsbilanz so verhält, dass der Saldo der einzelnen Jahre größer Null ist, spricht man von einem sogenannten Leistungsbilanzüberschuss. Dies bedeutet, dass der Export an Waren und Dienstleistungen in den Jahren 1995–2005 den Import überstiegen hat. Des Weiteren ist zu erwähnen, dass ein positiver Saldo, wie er hier vorliegt, zwangsläufig eine Zunahme der Forderungen gegenüber dem Ausland bedeutet. Was bedeutet, dass die Einnahmen aus dem Handel mit Gütern und Dienstleistungen die diesbezüglichen Einzahlungen übersteigen. Ein solcher Überschuss entspricht einem Defizit in gleicher Höhe im Ausland.

## Determinanten der Leistungsbilanz
Die Leistungsbilanz und somit der Leistungsbilanzsaldo, also die Summe der Teilbilanzen der Leistungsbilanz, wird zum größten Teil durch den Saldo von Waren- und Dienstleistungsimporten und -exporten bestimmt. Die Höhe der Exporte und Importe eines Landes wiederum stehen dabei in einem engen Zusammenhang mit der Höhe der Ersparnisse und den Investitionen einer Volkswirtschaft. Dieser Zusammenhang lässt sich mathematisch wie folgt erklären:

### Mathematische Herleitung
Das Inlandsprodukt (Y) einer Volkswirtschaft ist zunächst die Summe aus Konsum (C), Investitionen(I), Staatsausgaben (G) und dem Saldo aus Exporten (Ex) und Importen (Im):
{\displaystyle Y=C+I+G+Ex-Im}
Der Saldo aus Exporten und Importen wird auch als Nettoexport (Nx) bezeichnet, als Formel:
{\displaystyle Nx=Ex-Im}
Das Inlandsprodukt vermindert um Konsum und Staatsausgaben stellt die volkswirtschaftliche Ersparnis (S) dar, also:
{\displaystyle S=Y-C-G}
Setzt man beide Formeln in die oberste Gleichung ein, erhält man nach Umformung den Zusammenhang zwischen Ersparnis und Investition auf der einen und Nettoexport bzw. Leistungsbilanzsaldo auf anderen Seite:
{\displaystyle S=I+Nx}
Dies zeigt, dass der Saldo der Ersparnisse und Investitionen dem Leistungsbilanzsaldo entspricht.

### Modell einer kleinen Volkswirtschaft

#### Annahmen

Ersparnis und Investition (links) und Leistungsbilanzsaldo (recht) in Abhängigkeit vom Weltzins

Um die Wirkungen von Veränderungen bei der volkswirtschaftlichen Ersparnis bzw. Investition auf die Leistungsbilanz untersuchen zu können, wird bei der folgenden Betrachtung von einer kleinen offenen Volkswirtschaft mit vollkommener Kapitalmobilität ausgegangen. Das heißt, dass diese Volkswirtschaft aufgrund ihrer Größe einen nur sehr geringen Einfluss auf die Weltwirtschaft und damit auf den Weltzinssatz hat, dass die Inländer freien Zugang zu den Weltfinanzmärkten haben und unbegrenzt Kredite aufnehmen und vergeben können.
Es gilt: {\displaystyle r=r*}
{\displaystyle r} = inländischer Zinssatz

{\displaystyle r*} = Weltzinssatz.
Daraus folgt, dass die Höhe der Ersparnisse und Investitionen vom Weltzinssatz bestimmt werden. Bei einem hohen Weltzinssatz werden demnach die Ersparnisse höher als die Investitionen sein. Bei niedrigem Weltzinssatz wiederum werden die Investitionen höher als die Ersparnisse sein.
Punkt {\displaystyle 1} zeigt, dass bei einem niedrigen Weltzinssatz die Investitionen einer Volkswirtschaft höher als die Ersparnisse sind und sich ein Leistungsbilanzdefizit einstellt.
Punkt {\displaystyle 2} zeigt den Weltzinssatz, in dem die Investitionen einer Volkswirtschaft den Ersparnissen entsprechen und die Leistungsbilanz ausgeglichen ist.
Punkt {\displaystyle 3} zeigt, dass bei einem hohen Weltzinssatz die Investitionen einer Volkswirtschaft niedriger als die Ersparnisse sind und sich ein Leistungsbilanzüberschuss einstellt.

### Die Wirkung verschiedener Determinanten

#### Weltmarktzinssatz
Wie bereits geschildert, führt die Verringerung des Weltzinssatzes zu einer Erhöhung der Investition. Das heißt, dass die Konsumenten einer Volkswirtschaft mehr Ressourcen verbrauchen. Wenn dieser Verbrauch über die aus der inländischen Produktion zur Verfügung stehenden Ressourcen steigt, kann dieser nur durch Importe aus der übrigen Welt gedeckt werden. Durch den erhöhten Ressourcenverbrauch steht nur noch ein geringerer Teil der inländischen Produktion für den Export zur Verfügung, die Exportmenge sinkt bei zunehmenden Importmengen, was zu einem Überschuss der Importe über die Exporte führt und damit die Leistungsbilanz tendenziell in ein Defizit führt. Umgekehrt lässt sich sagen, dass eine Erhöhung des Weltzinssatzes den Ressourcenverbrauch verringert, die Exportmengen steigen, die Importe zurückgehen und somit die Leistungsbilanz tendenziell einen Überschuss aufweist.
S↓ I↑ Ex↓ Im↑ oder S↑ I↓ Ex↑ Im↓

#### Fiskalpolitik
Gemeint sind hier beispielsweise Veränderungen von Steuerabgaben (T) . Da der Konsum (C) vom verfügbaren Einkommen (Y-T) abhängig ist, vergrößert sich durch eine Verringerung der Steuerabgaben das verfügbare Einkommen der privaten Haushalte und somit erhöht sich der Konsum sowie zum Teil auch die Ersparnis. Aber vor allem werden durch die verringerten Steuereinnahmen die staatlichen Ersparnisse (T-G) verringert und somit die volkswirtschaftliche Gesamtersparnis. Daraus folgt, wie bereits im oberen Beispiel erwähnt, dass sich der Ressourcenverbrauch über die zur Verfügung stehende Produktion erhöht und somit die Importe die Exporte übersteigen.
Die Leistungsbilanz würde damit tendenziell ein Defizit aufweisen.
(Y-T↓-C↑)+(T↓-G)-I=Nx↓

#### Terms of Trade
Das Verhältnis der Exportpreise {\displaystyle (P_{Ex})} zu den Importpreisen {\displaystyle (P_{Im})} Terms of Trade hat ebenfalls einen starken Einfluss auf die Leistungsbilanz. So führt beispielsweise eine relative Verbesserung der Exportpreise zu den Importpreisen zu einer Erhöhung des Realeinkommens einer Volkswirtschaft. Die Volkswirtschaft kann aufgrund der verbesserten Terms of Trade für die gleiche Menge an Exporten mehr Importe realisieren.
{\displaystyle \left({\frac {P_{Ex}}{P_{Im}}}\right)=TT}

#### Handelspolitik
Wenn die Regierung eines Landes beschließt, den Import von ausländischen Gütern zu beschränken, führt dies zunächst zu einer Verringerung der Importe und damit zu einer Erhöhung des Nettoexportes (Ex-Im↓=Nx↑). Da diese protektionistische Politik aber keinen Einfluss auf die Ersparnis oder Investition und somit auf den Leistungsbilanzsaldo (S-I=Nx) hat, müssen die Nettoexporte wieder das gleiche Niveau wie zuvor erreichen. Dies lässt sich mit der Zunahme der realen Wechselkurse und der damit verbunden relativen Verteuerung inländischer Produkte erklären. Durch die relative Preisänderung inländischer gegenüber ausländischer Produkte werden die inländischen Exporte zurückgehen und somit die durch die Protektionspolitik hervorgerufene Erhöhung des Nettoexports kompensieren (Ex↓-Im=Nx↓). Letztlich wird die Volkswirtschaft nicht nur weniger importieren, sondern auch weniger exportieren. Der volkswirtschaftliche Nettoexport wird aufgrund der Erhöhung des realen Wechselkurses das gleiche Niveau wie zuvor annehmen, wobei das Handelsvolumen (Ex+Im)↓ abnimmt, was letztlich in einer Verminderung der Wohlfahrtsgewinne resultiert. Die durch die Protektionspolitik erhoffte Verbesserung der Leistungsbilanz wird, da sowohl die Ersparnis als auch die Investition unberührt bleiben, nicht erreicht.

### Übertragung auf eine große Volkswirtschaft
Im Gegensatz zur kleinen Volkswirtschaft wird der Zinssatz in der großen Volkswirtschaft nicht durch den Weltzinssatz vorgegeben. Vielmehr kann durch wirtschaftspolitische Maßnahmen, wie der Fiskalpolitik, der Zinssatz beeinflusst werden. Dennoch lässt sich das Modell der kleinen Volkswirtschaft auch auf eine große Volkswirtschaft übertragen, da auch hier der Zinssatz sowohl auf die Investitionsnachfrage als auch auf die Ersparnis der Volkswirtschaft wirkt. Daraus lässt sich schließen, dass wirtschaftspolitische Maßnahmen, die auf den Zinssatz einwirken, damit auch auf die Investitionen bzw. Ersparnis einer Volkswirtschaft wirken und letztlich die Leistungsbilanz in ihrem Saldo beeinflussen.